# Stara Synagoga w Lesznie
Stara Synagoga w Lesznie – murowana bóżnica zbudowana w 1626 roku przy obecnej ulicy Narutowicza. Była pierwszą synagogą w Lesznie, spłonęła w 1790 roku. Na jej miejscu lub fundamentach w 1799 roku wzniesiono nową synagogę.